# Tioamid
Tioamid (ponekad tionamid, isto tako poznat kao tiourilen) je funkcionalna grupa sa opštom strukturom R–CS–NR′R″, gde su R, R′, and R″ organske grupe. Tioamidi su analogni sa amidima, mada oni ispoljavaju znatniju tendenciju ka vešestrukim vezama duž C-N veze, što dovodi do duže rotacione barijere. Jedan od dobro poznatih tioamida je tioacetamid, koji se koristi kao izvor sulfidnog jona i kao gradivni blok u heterocikličnoj hemiji.
Tioamidi ili anti-tiroidni lekovi su isto tako klasa lekova koji se koriste za kontrolu tirotoksikoze.

## Priprema i struktura
Tioamidi se tipično pripremaju tretiranjem amida sa fosfor sulfidima kao što je fosfor pentasulfid i, u specijalizovanijim aplikacijama, Lavesonov reagens. Alternativni pristup obuhvata reakciju nitrila sa vodonik sulfidom. Vilgerodt-Kindlerova reakcija takođe proizvodi benziltioamide.

## Tioamidi u biohemiji i medicini
Tioamidi se mogu inkorporirati u peptide gde deluju kao izosteri amidne veze. Modifikovani peptidi su analogni prirodnim peptidima, što može da pokaže odnose strulture i altivnosti (SAR). Analozi peptida se isto tako mogu koristiti kao lekovi koji imaju poboljšanu oralnu biodostupnost. 
Tioamidi inhibiraju enzim tiroidna peroksidaza u štitnoj žlezdi, čime se redukuje sinteza trijodotironina (T3) i tiroksina (T4), i to dovodi do blokiranja preuzimanja jodotirozina iz koloida. Oni isto tako blokiraju otpuštanje joda iz perifernih hormona. Maksimalni učinak se javlja nakon mesec dana, pošto je hormonski nedostatak uzrokovan redukcijom sinteze, koja je spor proces.
Pošto tioamidi mogu da penetriraju placentalnu barijeru, savetuje se oprez pri njihovoj primeni tokom trudnoće. Kod deset procenata pacijenata se javljaju erupcije kože (kao što su makule i papule), ultirikarije, dermatitis, vrućica, i artralgija; 0.03% svih pacijenata razvije agranulocitozu.
Tioamidne grupa jedinjenja obuhvata metimazol, karbimazol (koji se in vivo konvertuje u metimazol), i propiltiouracil.